# Ахматалиев, Мирбек Ахматалиевич
Запрос «Ахматалиев» перенаправляется сюда; см. также Акматалиев и Ахмадалиев.
Мирбек Ахматалиевич Ахматалиев (Акматалиев) (род. 7 февраля 1994, Орозбеково, Ошская область) — киргизский футболист, полузащитник и нападающий. Выступал за сборную Кыргызстана.

## Клубная карьера
Дебютировал в высшей лиге Кыргызстана в 2012 году в составе бишкекского «Динамо-МВД» и в том сезоне стал лучшим бомбардиром своего клуба с 8 голами.
Сезон 2014 года начал в «Абдыш-Ате», но летом перешёл в «Алгу», в которой провёл следующие два года. В 2015 году забил в составе «Алги» 7 голов, а за первый круг 2016 года — 11 голов, после чего летом 2016 года перешёл в «Дордой». По итогам сезона 2016 года занял третье место в споре бомбардиров с 13 голами и был признан лучшим футболистом национального чемпионата. В составе «Алги» и «Дордоя» принимал участие в матчах азиатских клубных турниров.
В июле 2017 года покинул «Дордой». Осенью 2017 года играл в любительской лиге Турции за «Татван Генчлербирлиги Спор». В 2018 году снова выступал за «Алгу». В 2019 году играл за «Алай», с которым стал серебряным призёром чемпионата. Затем играл за ряд киргизских клубов, а также за малайзийский ПДРМ.
Забил около 80 голов в чемпионатах Кыргызстана.
В 2024 году, выступая за «Мурас Юнайтед», на тренировке устроил драку с одноклубником и сломал ему челюсть. За это в августе 2024 года был дисквалифицирован на 5 лет.

## Карьера в сборной
Выступал за молодёжную сборную Кыргызстана.
В национальной сборной Кыргызстана дебютировал 11 октября 2016 года в матче против Туркменистана, заменив на 62-й минуте Эдгара Бернхардта. Всего в 2016 году принял участие в двух матчах за сборную. После перерыва выступал за сборную в 2021 и 2023 годах, всего провёл 8 матчей (из них два не считаются «А»-матчами).

## Достижения
- Чемпион Кыргызстана: 2022, 2023
- Серебряный призёр чемпионата Кыргызстана: 2016, 2019, 2020, 2021
- Бронзовый призёр чемпионата Кыргызстана: 2014, 2017
- Обладатель Кубка Кыргызстана: 2022
- Финалист Кубка Кыргызстана: 2023
- Лучший бомбардир чемпионата Кыргызстана: 2021 (17 голов)